# Пісецький Олександр Купріянович
Олекса́ндр Купрія́нович Пісе́цький (9 жовтня 1869, с. Котузів, Австро-Угорщина — 20 травня 1948, с. Зелене Гусятинського району Тернопільської області) — український громадський діяч і політик, активний діяч УНДП. Організатор українських професійних організацій поштових службовців. У 1918 році — державний секретар пошти ЗУНР. Брат Івана Пісецького, стрийко боївкара УВО Григорія Пісецького.

## Життєпис
Народився 9 жовтня 1869 року в українському селі Котузів Австро-Угорщини. Батько — о. Купріян (Кипріян) Пісецький — священик УГКЦ, мав у селі парафію. Вчився у Бережанській гімназії; через смерть батька перевівся на навчання в гімназію в Ряшеві, де ним опікувалися сестра матері та її чоловік. Склав матуру в гімназії, переїхав у Львів, працював на пошті.
Відвідував студії в університеті, навчання довелося залишити через сімейні обставини — одружився з вдовою-полькою, котра мала п'ятеро дітей. Напередодні Першої світової війни очолював Городоцьку поштову дільницю у Львові, входив до міської дирекції пошти. Прилучився до громадської діяльності, брав участь у роботі різних українських товариств.
Під час зайняття російськими військами Львова у вересні 1914 — червні 1915 років перебував у місті. По тому знову працював начальником поштової дільниці. Був членом Ширшого народного комітету УНДП.
У першому уряді ЗУНР, сформованому 9 листопада 1918 року, обійняв посаду державного секретаря пошти і телеграфу. Увійшов у Раду державних секретарів як представник Української національно-демократичної партії (УНДП). Працював, налагоджуючи державну систему поштового і телефонно-телеграфного сполучення, готуючи для неї спеціалістів.
Ще до створення уряду займався відновленням телефонного і телеграфного зв'язку з повітовими центрами, що був утрачений внаслідок боїв. Налагодити ефективну роботу поштової і телефонно-телеграфної служби за умов, коли тривали бойові дії, а урядники польської національності не визнавали української влади, не було змоги.
Разом з урядом залишив 22 листопада 1918 року Львів і прибув у Тернопіль. Його підпис стоїть під урядовим зверненням із закликом піднятися на збройний захист власної держави. Довелося не лише відновлювати зруйновані лінії, а й вживати за допомогою військових підрозділів і жандармерії рішучих заходів щодо злочинних дій, аж до оголошення смертної кари. Дуже злободенною була кадрова проблема — австрійці та чехи масово покинули роботу на пошті й телеграфі. Поляки переважно відмовлялися служити Українській державі. Якщо деякі й залишалися працювати, то не можна було допустити, щоби важлива урядова інформація, яка передавалася телефоном і телеграфом, потрапляла в руки супротивника. Працювала певна кількість українців — спеціалістів з поштово-телефонно-телеграфної справи, також залишилися на своїх робочих місцях чи не всі службовці-євреї.
У грудні 1918 року Пісецький організував у Тернополі курси поштових працівників, телефоністок і телеграфісток. Надалі курси, на яких навчалися сотні дівчат, відкрились у Станиславові й кількох інших повітових містах ЗУНР. Лонгин Цегельський у своїх споминах писав: «Секретар пошти, Пісецький, об'їздив Галичину, всюди наладнуючи поштово-телеграфно-телефонну комунікацію особисто».
Керівник Державного секретаріату пошти і телеграфу був причетний до заснування школи військових телеграфістів, що почала діяти в Тернополі 20 грудня 1918 року і першими курсантами якої стали 50 гімназистів. У складі уряду покинув Тернопіль 31 грудня 1918 року. Брав участь як державний секретар в засіданні Української національної ради в Станиславові. 4 січня 1919 року Сидір Голубович сформував новий склад уряду ЗУНР, створений єдиний Державний секретаріат шляхів, пошти і телеграфу (Державний секретаріат комунікації), який очолив Іван Мирон. У секретаріаті Пісецький займався справами поштової і телефонно-телеграфної служби. На телеграфі введено українську абетку. Запрацювали нові телеграфні апарати, також придбані, насамперед для державних секретаріатів, нові апарати Юза. Навесні 1919 року поштова і телефонно-телеграфічна служба в ЗУНР функціонували загалом ефективно. У середині липня 1919 року Пісецький разом з керівництвом республіки та Галицькою армією емігрував за Збруч.
Повернувся до Галичини 1920 року Після численних митарств, влаштованих польською владою, працював на посаді поштового службовця в містечку Гримайлів. Очолював місцеву «Просвіту», з 1926 року — повітовий комітет УНДО. Під час виборчих кампаній 1928, 1930 і 1935 років у Копичинецькому повіті часто виступав на вічах. У громадській діяльності співпрацював з Михайлом Мочульським — літературознавцем, котрий до 1930 року був у містечку нотарем. Під час пацифікації восени 1930 року його затримали і побили польські жандарми. Згодом перевели його на посаду поштового урядника до Хоросткова, там працював до виходу на пенсію.
Восени 1939 року, коли Західну Україну окупувала Червона армія, переїхав до села Зелене на Гусятинщині, де замешкав у сім'ї своєї сестри Марії. Останні роки жив самотньо й непомітно.
Помер 1948 року в Зеленому. У день, коли 79-літнього О. Пісецького не стало, в його дім навідалися емдебісти. Очевидці стверджують, що вони хотіли заарештувати українського патріота.
16 жовтня 2019 року відбулось спецпогашення марок з нагоди 150-річчя від дня народження.